# Mahabo
Mahabo, auch Mahabo Atsimo (was groß wachsen lässt), ist eine Gemeinde (commune) in der Region Anosy im Süden von Madagaskar. Im Jahre 2010 hatte sie etwa 12.000 Einwohner, die vor allem zu den Bara gehören. Sie verwaltet ein Gebiet von 1500 km².
Die Bewohner von Mahabo leben vor allem vom Reis-, Maniok- und Maisanbau, in geringerem Ausmaß werden Bohnen, Erdnüsse und Zuckerrohr angepflanzt. Mahabo liegt etwa 35 Kilometer auf schlechter Piste von Betroka, dem Hauptort des Distrikts Betroka, entfernt, die Sicherheitslage ist mittelmäßig.